# Trip hop
Trip hop je termín, poprvé použitý britským časopisem o taneční a klubové hudbě Mixmag k popsání hudebního trendu devadesátých let minulého století. Tehdy se takto začal označovat styl pomalé a temné elektronické hudby, která má své kořeny v Bristolu. Oproti hip hopu je trip hop více instrumentální, místo rapu je v něm slyšet spíše recitace a značné množství zvukových efektů díky vlivům dubu. Proslavily ho zejména skupiny Massive Attack, Portishead a Tricky. Dnes se takto označuje většinou downtempo, kombinující prvky pomalého hip hopu, dubu, rocku, ale často i acid jazzu, reggae a jiných stylů.
Za průkopníky trip hopu jsou dnes považováni Massive Attack a dá se říct, že i po další léta zůstala tato kapela pro trip hop synonymem. V roce 1995 vydává svůj debut také Tricky, který představuje velice temnou hudbu. Do trip hopu částečně zasahuje svou hudbou např. i skupina Faithless, ačkoliv dnes nejznámější je londýnské hudební vydavatelství Ninja Tune, základna pro jména Amon Tobin, Coldcut, Herbaliser, DJ Food, Funki Porcini a další.
Dnešní umělci jsou napříč celým světem. Od Francie, Španělska, kde se tento kontroverzní styl šíří nejvíce, až přes Německo, po Ameriku. Mezi ty nejlepší teď patří hlavně: MC Taiwan, Chinese man, Tricky a jiní.

## Výběr alb
- Massive Attack
  - Blue Lines (1991)
  - Protection (1994)
  - Mezzanine (1998)
  - 100th Window (2003)
  - Danny the Dog OST (2004)
  - Heligoland (2010)
- Björk
  - Homogenic (1997)
- Tricky
  - Maxinquaye (1995)
  - Nearly God (1996)
  - Pre-Millenium Tension (1996)
  - Angels with Dirty faces (1998)
  - Juxtapose (1999)
  - Blowback (2001)
  - Vulnerable (2003)
  - Knowle West Boy (2008)
- Portishead
  - Dummy (1994)
  - Portishead (1997)
  - PNYC (live)(1998)
  - Third (2008)
- Morcheeba
  - Who Can You Trust? (1996)
  - Big Calm (1998)
- Amon Tobin
  - Bricolage (1997)
  - Permutation (1998)
  - Supermodified (2000)
- Unkle
  - Psyence Fiction (1998)